# Chantal Desbordes
Chantal Desbordes, née en 1948 à Meung-sur-Loire, est un amiral de la marine française entre 2001 et 2005.

## Biographie
Chantal Desbordes, nait en en 1948 à Meung-sur-Loire.

### Carrière dans la marine
Elle s'engage dans la marine en 1970 et occupe tour à tour des fonctions dans la communication et les ressources humaines,. Elle dirige notamment le département cinéma de l'établissement cinématographique et photographique des armées (aujourd'hui Établissement de communication et de production audiovisuelle de la Défense, ECPAD) et assure le commandement en second de l'École navale en 1999. Nommée contre-amiral le 19 décembre 2001, elle devient dès lors la première amirale de France. Chantal Desbordes quitte le service actif de l'armée en 2005. Il faut attendre 2012 pour qu'une autre femme, Anne Cullerre devienne à son tour amirale.

## Publications
- Chantal Desbordes, Une femme amiral, Fayard, 2006 (ISBN 2-213-62773-8 et 978-2-213-62773-1, OCLC 74489905, lire en ligne)[8].